# 박현우 (아나운서)
박현우(1965년 1월 6일 ~ )는 대한민국 KBS의 前 아나운서이며, 이후 프리랜서 방송인이다.

## 학력
- 1983년 ~ 1990년: 고려대학교 국어국문학과 학사 (1983학번)

## 경력
- 1991년 4월 ~ 2007년 4월 : KBS 18기 공채 아나운서
- 2025년 9월 ~ : KBS 이사

## 방송 진행
- KBS 2TV 스포츠뉴스
- KBS 1TV KBS 뉴스 12시(12:00) (2001년)
- KBS 1TV KBS 마감뉴스
- KBS 2TV KBS 뉴스 (2355)
- KBS 2TV KBS 2TV뉴스
- KBS 1TV KBS 뉴스네트워크
- 사랑의 가족